# Нефеш бе-Нефеш
Не́феш бе-Не́феш (англ. Nefesh B'Nefesh, ивр. נפש בנפש‎, буквально «Душа к душе») — некоммерческая организация, оказывающая содействие евреям США, Канады и Великобритании, иммигрирующим в Израиль.
Организация помогает репатриантам смягчить социальные, профессиональные и бюрократические препятствия при переезде. Нефеш бе-Нефеш сотрудничает с Еврейским Агентством для Израиля (Сохнут), правительством государства Израиль, а также с другими крупными еврейскими организациями, которые оказывают помощь репатриантам в процессе иммиграции в Израиль.
С 2002 года Нефеш бе-Нефеш помог около 50 тысячам человек эмигрировать в Израиль. В 2011 году основатель организации Иегошуа Фасс получил Приз Московича за сионизм за создание организации.